# Nõuni
Nõuni är en ort i Estland. Den ligger i Palupera kommun och landskapet Valgamaa, i den södra delen av landet, 180 km sydost om huvudstaden Tallinn. Nõuni ligger 116 meter över havet och antalet invånare är 262. Den ligger vid sjön Nõuni järv.
Terrängen runt Nõuni är platt. Runt Nõuni är det glesbefolkat, med 17 invånare per kvadratkilometer. Närmaste större samhälle är Otepää, 7,3 km söder om Nõuni. I omgivningarna runt Nõuni växer i huvudsak blandskog.